# Parc d'État du Mont-Washington
Le parc d'État du Mont-Washington (anglais : Mount Washington State Park) est un petit parc d'État du New Hampshire aux États-Unis.  Cette petite aire protégée de 24 ha comprend le sommet du mont Washington.  Le parc est enclavé dans la forêt nationale des Montagnes Blanches et est accessible par un chemin de fer à crémaillère et par route.